# Кутилово (Амурская область)
Кути́лово — село в Октябрьском районе Амурской области, Россия. Входит в Максимовский сельсовет.

## География
Село Кутилово стоит на реке Дим (левый приток Амура), в 3 км ниже села Максимовка, административного центра Максимовского сельсовета.
Дорога к селу Кутилово идёт на юго-запад от районного центра Октябрьского района села Екатеринославка (через пос. Южный, сёла Панино и Максимовку), расстояние — около 38 км.

## Население
| 2002 | 2010 | 2012 | 2013 | 2014 | 2015 | 2016 |
| ---- | ---- | ---- | ---- | ---- | ---- | ---- |
| 80   | ↘42  | ↗44  | ↗46  | ↗50  | ↘48  | ↘47  |
| 2017 | 2018 |      |      |      |      |      |
| ↗50  | ↘47  |      |      |      |      |      |

По данным переписи 1926 года по Дальневосточному краю, в населённом пункте числилось 123 хозяйства и 767 жителей (398 мужчин и 369 женщин), из которых преобладающая национальность — украинцы (65 хозяйств).

## Инфраструктура
- Жители занимаются сельским хозяйством.